# 2025年航天活动列表
2025年的太空飞行事业有望延续2020年代的趋势，创下破纪录的轨道发射次数（预计至少300次），并加快月球、火星和低地球轨道探索的发展。
中国计划发射天问二号小行星采样返回器及彗星探测器。
SpaceX预计将于2025年使用两艘对接的星舰进行太空推进剂转移演示——这是一个关键的里程碑，将使SpaceX能够为其星艦人類登陸系統飞行器加油，以便在次年进行无人登月演示。
亚马逊卫星互联网子公司柯伊伯系統公司正在加紧发射其超过3000颗卫星。发射将使用阿丽亚娜6号、火神半人马座和新格伦运载火箭进行。
Vast公司计划于2025年发射首个商业空间站港湾1号。
蓝色起源计划于2025年发射“蓝月”月球着陆器MK1型，作为“探路者”任务。

## 概览

### 运载火箭
计划于2025年首飞的运载火箭有美国蓝色起源的新格伦火箭，中国中国航天科技集团的长征八号甲，中科宇航的力箭二号，星河动力的谷神星二号、智神星一号，天兵科技的天龙三号，蓝箭航天的朱雀三号，深蓝航天的星云一号，星际荣耀的双曲线三号，俄罗斯的联盟5号，英国的Prime等。

## 轨道发射
| ← 一月 • 二月 • 三月 • 四月 • 五月 • 六月 • 七月 • 八月 • 九月 • 十月 • 十一月 • 十二月 → |

| ← 一月 • 二月 • 三月 • 四月 • 五月 • 六月 • 七月 • 八月 • 九月 • 十月 • 十一月 • 十二月 → |

| ← 一月 • 二月 • 三月 • 四月 • 五月 • 六月 • 七月 • 八月 • 九月 • 十月 • 十一月 • 十二月 → |

| ← 一月 • 二月 • 三月 • 四月 • 五月 • 六月 • 七月 • 八月 • 九月 • 十月 • 十一月 • 十二月 → |

| ← 一月 • 二月 • 三月 • 四月 • 五月 • 六月 • 七月 • 八月 • 九月 • 十月 • 十一月 • 十二月 → |

| ← 一月 • 二月 • 三月 • 四月 • 五月 • 六月 • 七月 • 八月 • 九月 • 十月 • 十一月 • 十二月 → |

| ← 一月 • 二月 • 三月 • 四月 • 五月 • 六月 • 七月 • 八月 • 九月 • 十月 • 十一月 • 十二月 → |

| ← 一月 • 二月 • 三月 • 四月 • 五月 • 六月 • 七月 • 八月 • 九月 • 十月 • 十一月 • 十二月 → |

| ← 一月 • 二月 • 三月 • 四月 • 五月 • 六月 • 七月 • 八月 • 九月 • 十月 • 十一月 • 十二月 → |

| ← 一月 • 二月 • 三月 • 四月 • 五月 • 六月 • 七月 • 八月 • 九月 • 十月 • 十一月 • 十二月 → |

| ← 一月 • 二月 • 三月 • 四月 • 五月 • 六月 • 七月 • 八月 • 九月 • 十月 • 十一月 • 十二月 → |

| ← 一月 • 二月 • 三月 • 四月 • 五月 • 六月 • 七月 • 八月 • 九月 • 十月 • 十一月 • 十二月 → |

## 发射统计

### 按国家（区域）
| 国家（区域） | 发射数 | 成功数 | 失败数 | 部分失败数 | 备注                                                             |
| ------------ | ------ | ------ | ------ | ---------- | ---------------------------------------------------------------- |
| 美国         | 117    | 116    | 1      | 0          | 含在新西兰马希亚的电子号火箭的发射，不含SpaceX星舰亚轨道飞行试验 |
| 中国         | 48     | 47     | 1      | 0          |                                                                  |
| 俄羅斯       | 9      | 9      | 0      | 0          |                                                                  |
| 歐洲         | 4      | 4      | 0      | 0          |                                                                  |
| 印度         | 3      | 2      | 1      | 0          |                                                                  |
| 日本         | 2      | 2      | 0      | 0          |                                                                  |
| 德国         | 1      | 0      | 1      | 0          |                                                                  |
|              | 1      | 0      | 1      | 0          |                                                                  |
| 总计         | 185    | 180    | 5      | 0          |                                                                  |

### 按火箭
- 宇宙神-5
- 谷神星一号
- 电子号
- 猎鹰9号（首次）
- 猎鹰9号（重复）
- 猎鹰重型
- H-IIA
- H3
- 快舟一号甲
- 长征二号
- 长征三号
- 长征四号
- 长征五号
- 长征六号
- 长征七号
- 长征八号
- 长征十一号
- 长征十二号
- 联盟2号
- PSLV
- GSLV
- LVM3
- SSLV
- 阿丽亚娜-5
- 千里马1号
- 质子M型
- 其他

### 按发射场
- 酒泉
- 太原
- 文昌
- 西昌
- 海南商发
- 黄海
- 圭亚那
- 萨迪什·达万
- 塞姆南
- 沙赫鲁德
- 帕尔马奇姆
- 种子岛
- 拜科努尔
- 玛希亚
- 普列谢茨克
- 东方
- 卡纳维拉尔角
- 肯尼迪
- 中大西洋区
- 莫哈韦
- 科迪亚克
- 范登堡

### 按轨道
- 跨大气层
- 近地轨道
- 近地轨道（国际空间站）
- 近地轨道（中国空间站）
- 太阳同步轨道
- 近地轨道（逆行）
- 中地球轨道
- 闪电轨道
- 地球同步轨道
- 冻原轨道
- 高地球轨道
- 月球转移轨道
- 日心轨道